# Gyachung Kang
Gyachung Kang är ett berg i Kina på gränsen till Nepal. Det ligger i den autonoma regionen Tibet, i den sydvästra delen av landet. Toppen på Gyachung Kang är 7 952 meter över havet.
Trakten runt Gyachung Kang är permanent täckt av is och snö.